# Barton Point
Barton Point är en udde i Brittiska territoriet i Indiska oceanen. Den ligger på atollen Diego Garcia.
Vid udden finns naturreservatet Barton Point Nature Reserve, 6,8 km², där det finns en stor koloni rödfotade sulor.